# Andrew Ernemann
Andrew Ernemann (Aspen, 20 aprile 1976) è un ex sciatore alpino statunitense.

## Biografia
Ernemann, specialista delle prove veloci originario di Aspen, in Nor-Am Cup ottenne l'ultimo podio il 12 gennaio 1997 a Sugarloaf in supergigante (2º) e prese per l'ultima volta il via il 29 marzo 1998 a Sun Peaks in slalom speciale (27º); si ritirò al termine di quella stessa stagione 1997-1998 e la sua ultima gara fu uno slalom gigante FIS disputato il 14 aprile a Vail. Non debuttò in Coppa del Mondo né prese parte a rassegne olimpiche o iridate.

## Palmarès

### Nor-Am Cup
- 1 podio (dati dalla stagione 1994-1995):
  - 1 secondo posto